# Alcis catachrysa
Alcis catachrysa là một loài bướm đêm trong họ Geometridae.